# Football Club Stabiese 1932-1933
Questa pagina raccoglie i dati riguardanti il Football Club Stabiese  nelle competizioni ufficiali della stagione 1932-1933.

## Rosa
| N. |                   | Ruolo | Calciatore         |
| -- | ----------------- | ----- | ------------------ |
|    | Italia (bandiera) | C     | Bazan              |
|    | Italia (bandiera) | D     | Berbabei           |
|    | Italia (bandiera) | D     | Catello Bisogni    |
|    | Italia (bandiera) | C     | Gennaro Boerio     |
|    | Italia (bandiera) | A     | Italo Carotenuto   |
|    | Italia (bandiera) | D     | Giovanni Celoro    |
|    | Italia (bandiera) | P     | Domenico De Prisco |
|    | Italia (bandiera) | C     | Romolo Donnarumma  |

| N. |                   | Ruolo | Calciatore        |
| -- | ----------------- | ----- | ----------------- |
|    | Italia (bandiera) | A     | Matteo Esposito   |
|    | Italia (bandiera) | A     | Ferraiolo         |
|    | Italia (bandiera) | C     | Luigi Fiorinelli  |
|    | Italia (bandiera) | D     | Izzo              |
|    | Italia (bandiera) | A     | Giuseppe Langella |
|    | Italia (bandiera) | C     | Luigi Molinari    |
|    | Italia (bandiera) | D     | Luigi Villani     |
|    | Italia (bandiera) | A     | Dionigi Zoli      |